# Aurichalcite
L'aurichalcite est une espèce minérale formée d'un carbonate anhydre de cuivre et de zinc, de formule (Zn,Cu)5(CO3)2(OH)6 avec des impuretés de calcium.

## Inventeur et étymologie
Connue depuis l'Antiquité comme « cuivre de Corinthe », la première description moderne est due à Eugène Louis Melchior Patrin en 1788, puis par Sage en 1791, mais elle ne sera décrite par Bottger qu’en 1839. 
Le nom dérive du grec ὀρείχαλκος / oreíkhalkos (« cuivre de montagne »), qui désignait un minerai de cuivre.

## Topotype
Mine de Loktevskoïe (Loktevskii), kraï de  l'Altaï, dans le massif de l’Altaï (Sibérie) en Russie.

## Cristallographie
- Paramètres de la maille conventionnelle : a = 13,82 Å, b = 6,419 Å, c = 5,29 Å, β = 101,04°, Z = 2 ; V = 460,59 Å3.
- Densité calculée : 3,94.

## Gîtologie
Minéral secondaire des dépôts de cuivre et de zinc.

### Minéraux associés
calcite, rosasite, smithsonite, hémimorphite, hydrozincite, malachite et azurite.

## Synonymie
- Auricalcite,
- Calamine verdâtre et Mine de laiton Patrin (1788) [5]
- Mine de Laiton de Pise en Toscane Sage (1791)[6]
- Buratite Delesse (1846) [7]
- Messingite et Risséite Gilbert Joseph Adam (1869)[8]
- Orichalcite

## Gisements remarquables
En France
- Les anciennes mines d'Escouloubre, près d'Axat, dans l'Aude, passent pour avoir donné les meilleurs échantillons français en association avec l'hémimorphite et la rosasite[9].
- Triembach-au-Val, Val de Villé, Bas-Rhin[10]
- La mine du Couloumier, Auzat (Ariège) [11]
- La Verrière, Monsols, Rhône[12]

Dans le monde
- 79 Mine, Chilito, Hayden area, Banner District, Dripping Spring Mts, Gila Co., Arizona, États-Unis[13]
- Rutland Cave Mine (Nestus Mine), Heights of Abraham, Matlock Bath,Derbyshire, Angleterre[14]
- Mine d'Ojuela, Mapimí, Mun. de Mapimí, Durango, Mexique[15]

## Galerie

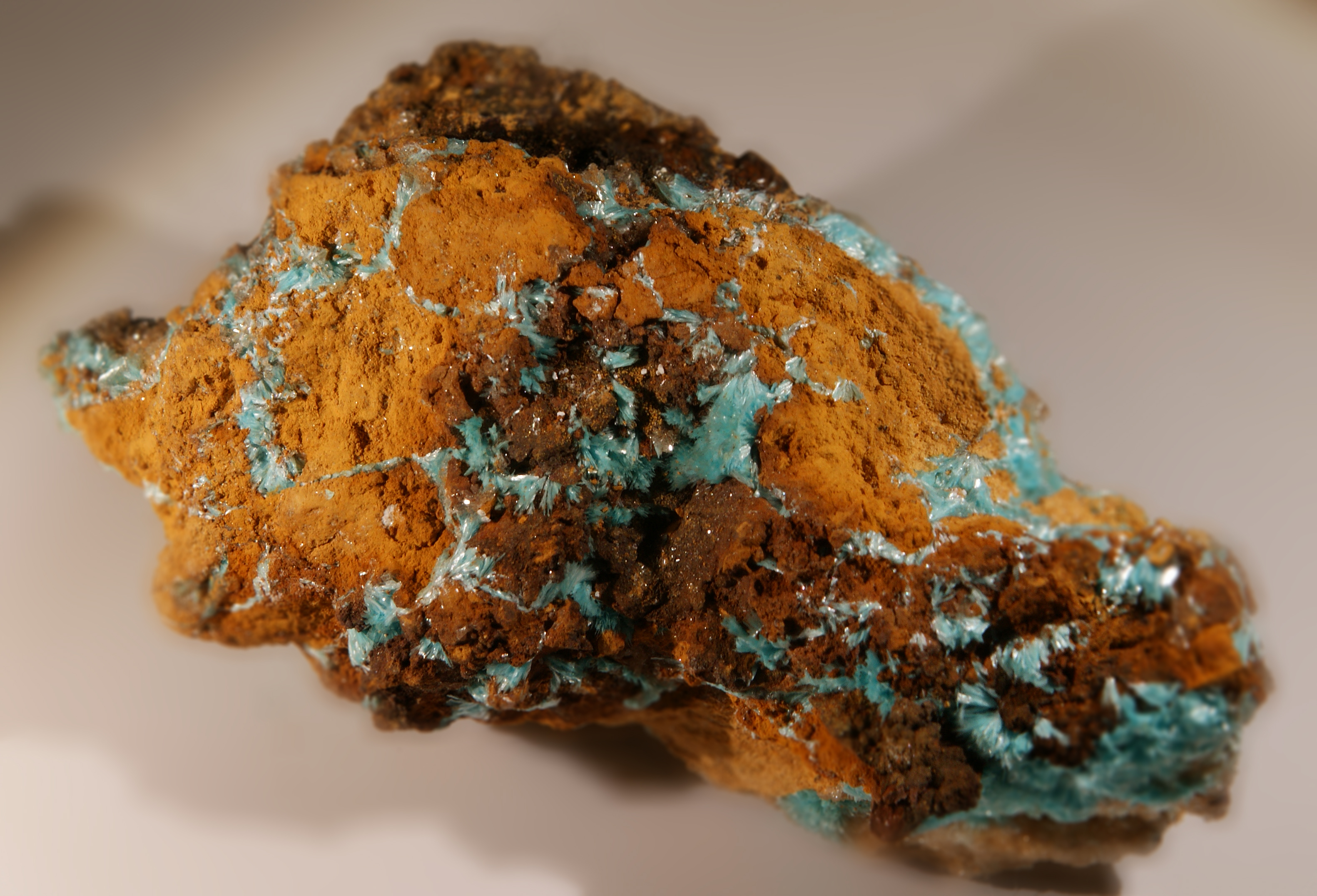
Aurichalcite - Congo Brazzaville - Yanga Koubanza (7,5x3 cm)
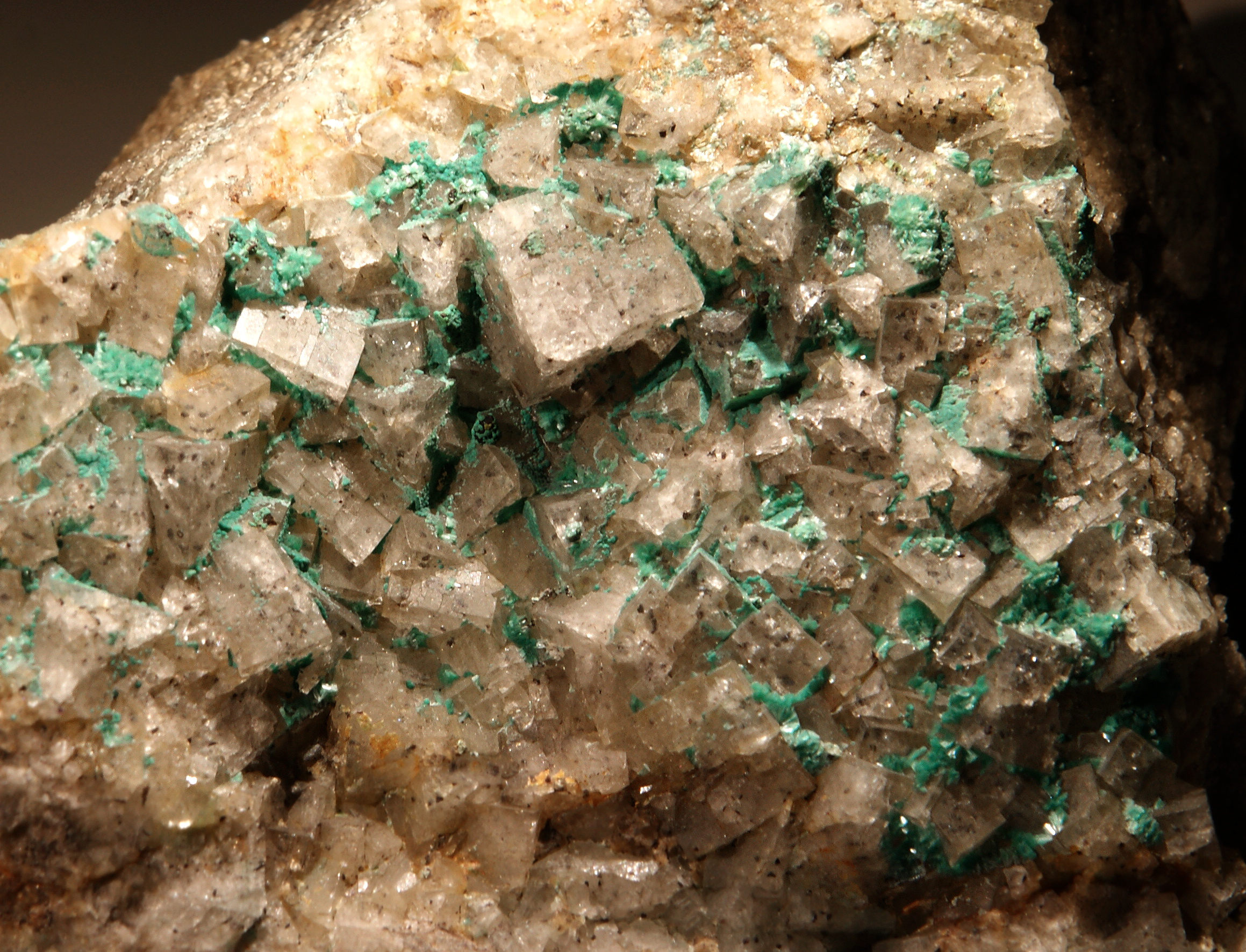
Aurichalcite sur Fluorite - Rutland Cave Angleterre (9.5x7 cm)
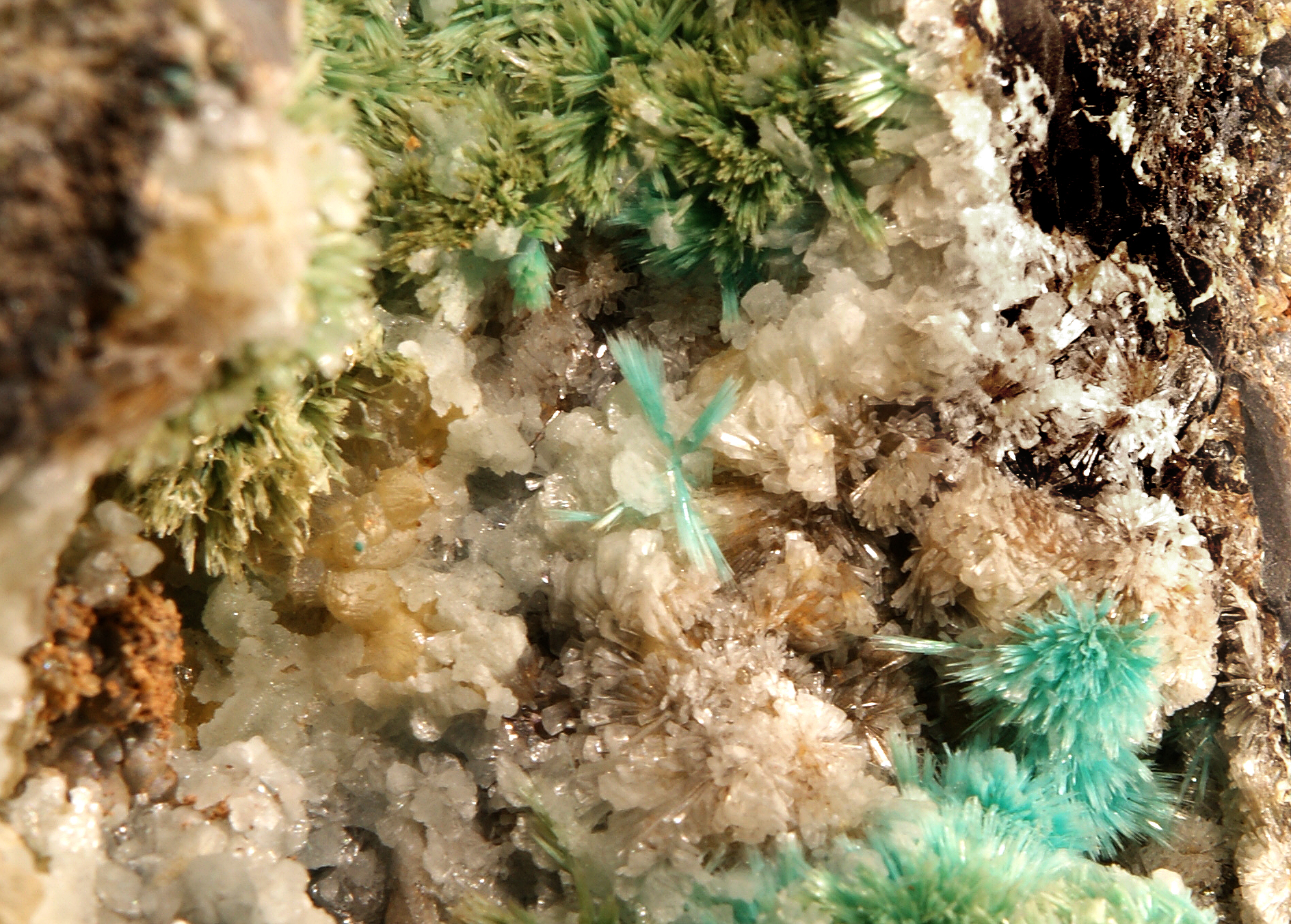
Aurichalcite sur hemimorphite - Mine d’Ojuela, Mapimí, Mexique (xx 6 mm)
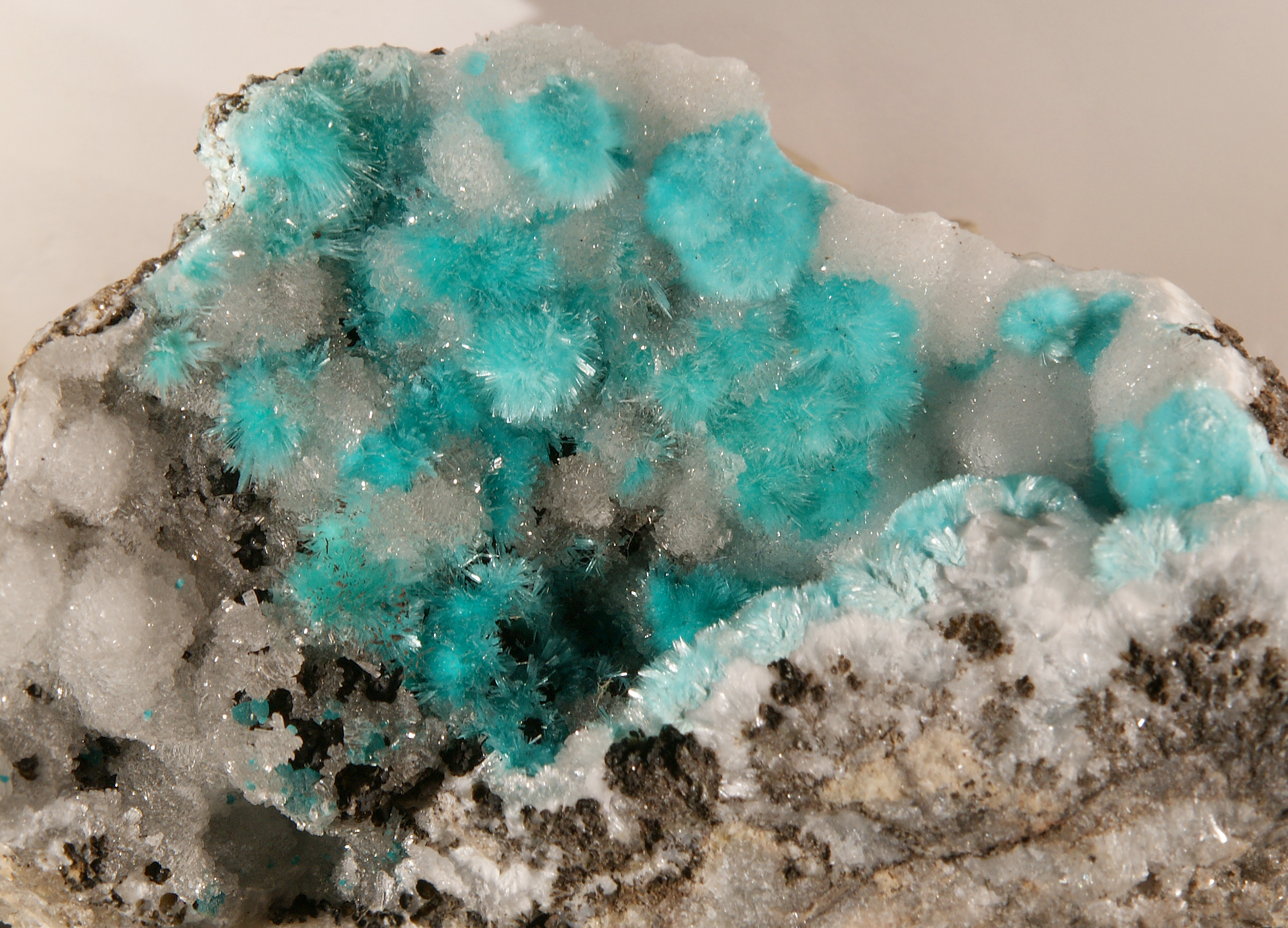
Auricalcite sur hemimorphite - 79 Mine, Arizona, USA (7x6 cm)